# 田中日華
田中 日華（たなか にっか/じっか、生年不明 - 弘化2年（1845年））は、日本の江戸時代後期に活動した四条派の絵師。

## 略伝
京都出身。通称は辯ニ、号に月渚、九峯堂。字は諸書で「伯暉」とされるが、実際に作品に捺された印文は「伯煇」である。岡本豊彦の高弟の一人。同門の塩川文麟の弟子・竹川友広の談話によると、門人のなかで最も早く頭角を現し、大酒飲みだったという。文政度の東本願寺再建では、少宸殿及び白書院の杉戸絵を担当、特に少宸殿では二之間寿合わせによる寄合天井画の頭取に任命され、手腕を振るったという。山水花鳥を良くしたとされ、豊彦譲りの山水画が多い。豊彦と同年に亡くなったが、どちらが先かは資料がなく判断できない。
弟子に池田九華があり、師の没後郷里の金沢で、日華が生前計画しつつも果たせなかった『九峯堂画譜』乾坤2冊を出版している。
生前は『平安人物志』に、文政5年（1822年）、文政13年（1830年）、天保9年（1838年）の3度掲載されるなど、かなり知られた絵師だったようだ。しかし、今日では有名な絵師とは言い難く、公共機関に所蔵された作品も少なく、年記落款が伴う作品も殆ど無いなど、研究も進んでいない。

## 作品
| 作品名                 | 技法         | 形状・員数 | 寸法（縦x横cm）  | 所有者         | 年代               | 落款                       | 印章                                       | 備考                                                 |
| ---------------------- | ------------ | ---------- | ---------------- | -------------- | ------------------ | -------------------------- | ------------------------------------------ | ---------------------------------------------------- |
| 巴御前図絵馬           |              |            |                  | 安井金比羅宮   | 1812年（文化12年） |                            |                                            |                                                      |
| 前赤壁図屏風           | 紙本墨画淡彩 | 六曲一双   | 156.7x361.6      |                |                    | 各隻に「日華寫」「日華画」 | 「日華伯煇」白文方印・「従吾好」白文方印   |                                                      |
| 渓流新緑鴛鴦小禽図屏風 | 紙本著色     | 六曲一双   | 156.5x370.8      |                |                    | 無                         | 「九峯堂」朱文方印・「日華」白文長方印     |                                                      |
| 韃靼人狩猟図屏風       |              | 六曲一双   |                  |                |                    | 各隻に「日華」             | 「伯煇」白文長方印・「田日華」白文長方印   |                                                      |
| 山水図押絵貼屏風       | 紙本墨画淡彩 | 六曲一双   | 130.3x53.2（各） |                |                    | 無                         | 各図に「九峯堂」朱文方印                   |                                                      |
| 木蓮孔雀図             | 紙本墨画淡彩 | 1幅        | 168.5x94.1       |                |                    | 「日華」                   | 「日華伯煇」朱文方印・「九峯堂」白文長方印 |                                                      |
| 雪月花図               | 絹本淡彩     | 1幅        | 186.5x48.8       |                |                    |                            |                                            | 同画題は人気があったらしく、複数の作品が残っている。 |
| 樵之図                 | 絹本墨画淡彩 | 1幅        | 109.0x31.5       | 鳥取県立博物館 |                    |                            |                                            |                                                      |
| 群鳥図                 | 絹本著色     | 1幅        | 154.9x85.9       | ボストン美術館 |                    | 「日華寫」                 | 「九峯堂」朱文方印・印文不明印             |                                                      |
| 炭焼図                 | 絹本墨画淡彩 | 1幅        | 99.8x36          | ボストン美術館 |                    | 「日華寫」                 | 「九峯堂」朱文方印                         |                                                      |
| 雲龍図                 | 紙本墨画     | 1幅        | 130.5x52.3       | ボストン美術館 |                    | 「日華」                   | 「日華伯煇」白文方印・印文不明朱文印       |                                                      |
| 七福神図               | 絹本著色     | 1幅        | 55.5x85.3        | ボストン美術館 | 1840年（天保11年） |                            | 「日華伯煇」白文方印                       |                                                      |